# Gonomyia mumfordi
Gonomyia mumfordi är en tvåvingeart som beskrevs av Alexander 1932. Gonomyia mumfordi ingår i släktet Gonomyia och familjen småharkrankar. Inga underarter finns listade i Catalogue of Life.